# Мёко (тяжёлый крейсер)
«Мёко» (яп. 妙高, по названию горы в префектуре Ниигата) — японский крейсер, первый заложенный и третий вступивший в строй представитель типа «Мёко».
«Мёко» заказали в 1923 году в числе четырёх крейсеров этого типа по Программе пополнения флота от 12-го года Тайсё. Его постройкой в 1924—1928 годах занимался Арсенал флота в Йокосуке. По ряду причин заложенный головным крейсер в строй вступил предпоследним.
В довоенный период службы крейсер среди прочих кораблей прошёл сквозь центр тайфуна в сентябре 1935 года, участвовал в переброске войск в начале Второй японо-китайской войны и патрулировал побережье Китая. Он последовательно прошёл две большие модернизации в 1931—1932 и 1940—1941 годах.
В составе 5-й дивизии крейсеров «Мёко» принял активное участие в боевых действиях на Тихоокеанском театре Второй мировой войны, в том числе в захвате Филиппин, где был повреждён попаданием бомбы 4 января 1942 года, в Нидерландской Ост-Индии, в сражениях в Коралловом море, у островов Санта-Крус, в заливе Императрицы Августы и в Филиппинском море. С лета 1943-го по лето 1944 года крейсер последовательно прошёл три военные модификации. В ходе сражения в заливе Лейте 24 октября 1944 года в море Сибуян «Мёко» получил повреждения при попадании авиаторпеды, остался с двумя работоспособными турбинами из четырёх, но вернулся в итоге в Сингапур. При переходе на ремонт в Японию 13 декабря того же года крейсер был торпедирован американской подводной лодкой «Бергалл», лишившись управления и потеряв затем повреждённую кормовую оконечность в штормовом море. Тяжело повреждённый корабль удалось на буксире привезти 25 декабря в Сингапур. Крейсер уже не восстанавливался и использовался как несамоходная зенитная плавучая батарея. После окончания войны в сентябре 1945 года он достался британцам и был затоплен 8 июня 1946 года в Малаккском проливе.

## Строительство
Заказ на строительство первой пары 10 000-тонных крейсеров стоимостью по 21,9 млн иен в рамках Программы пополнения флота 12 года Тайсё был выдан весной 1923 года. 10 декабря 1923 года крейсеру № 5 (первому в паре) было присвоено название «Мёко», в честь горы на юго-востоке префектуры Ниигата. Это имя в ЯИФ использовалось впервые, хотя ранее и было в числе зарезервированных для именования 8000-тонных кораблей программы «8-8».

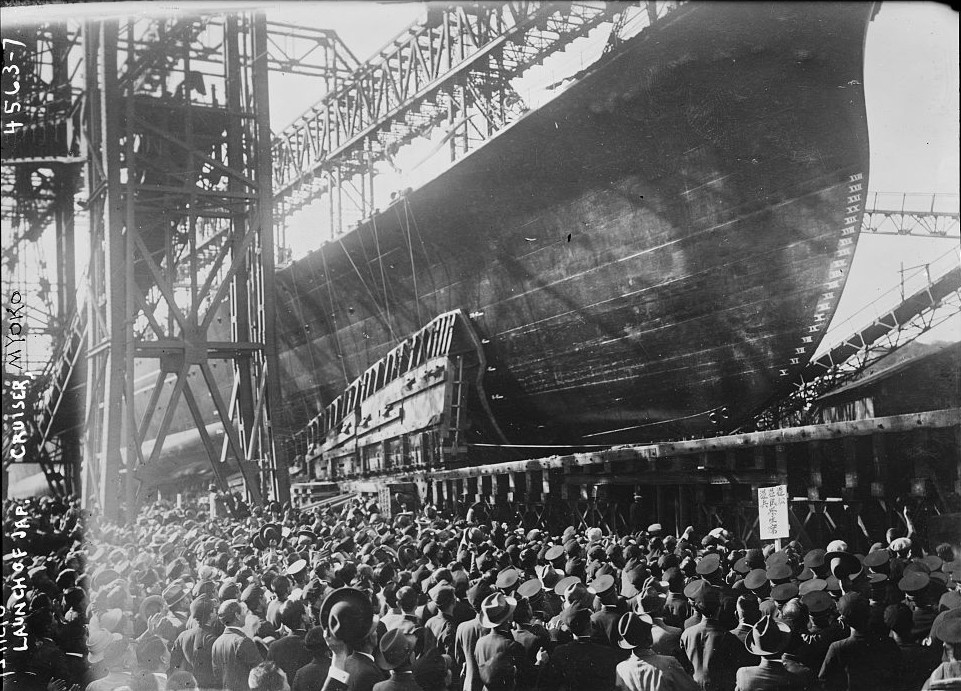
Спуск на воду крейсера «Мёко». Йокосука, 16 апреля 1927 года

25 октября 1924 года корпус нового крейсера заложили на стапеле № 2 Арсенала флота в Йокосуке, первым в серии. Годом ранее верфь сильно пострадала от землетрясения, и заложенный на месяц позже на верфи в Курэ однотипный «Нати» строился быстрее. Однако это отставание было нивелировано обрушением 24 декабря 1925 года двух портальных кранов, задержавших сход «Нати» со стапеля на восемь месяцев.
На воду «Мёко» был спущен 16 апреля 1927 года в присутствии императора Хирохито и 150 000 зрителей. «Нати» был спущен через два месяца, однако его достройка на плаву шла быстрее, так как для Арсенала Йокосуки наиболее приоритетными задачами были перестройка линкора «Кага» в авианосец и модернизация линейного крейсера «Харуна». На ходовых испытаниях 15 апреля 1929 года у Татэямы при водоизмещении 11 923 тонны и мощности машин 131 763 л. с. «Мёко» развил скорость 35,225 узла, что было несколько меньше проектных 35,5. 31 июля того же года крейсер был принят флотом третьим в серии, после «Нати» и «Хагуро». Тем не менее, официально тип продолжили именовать именно по нему.
Визуальным отличием представителей типа было количество и расположение пароотводных трубок на первой дымовой трубе. «Мёко» нёс их четыре: по две попарно с каждой стороны трубы.

## Конструкция

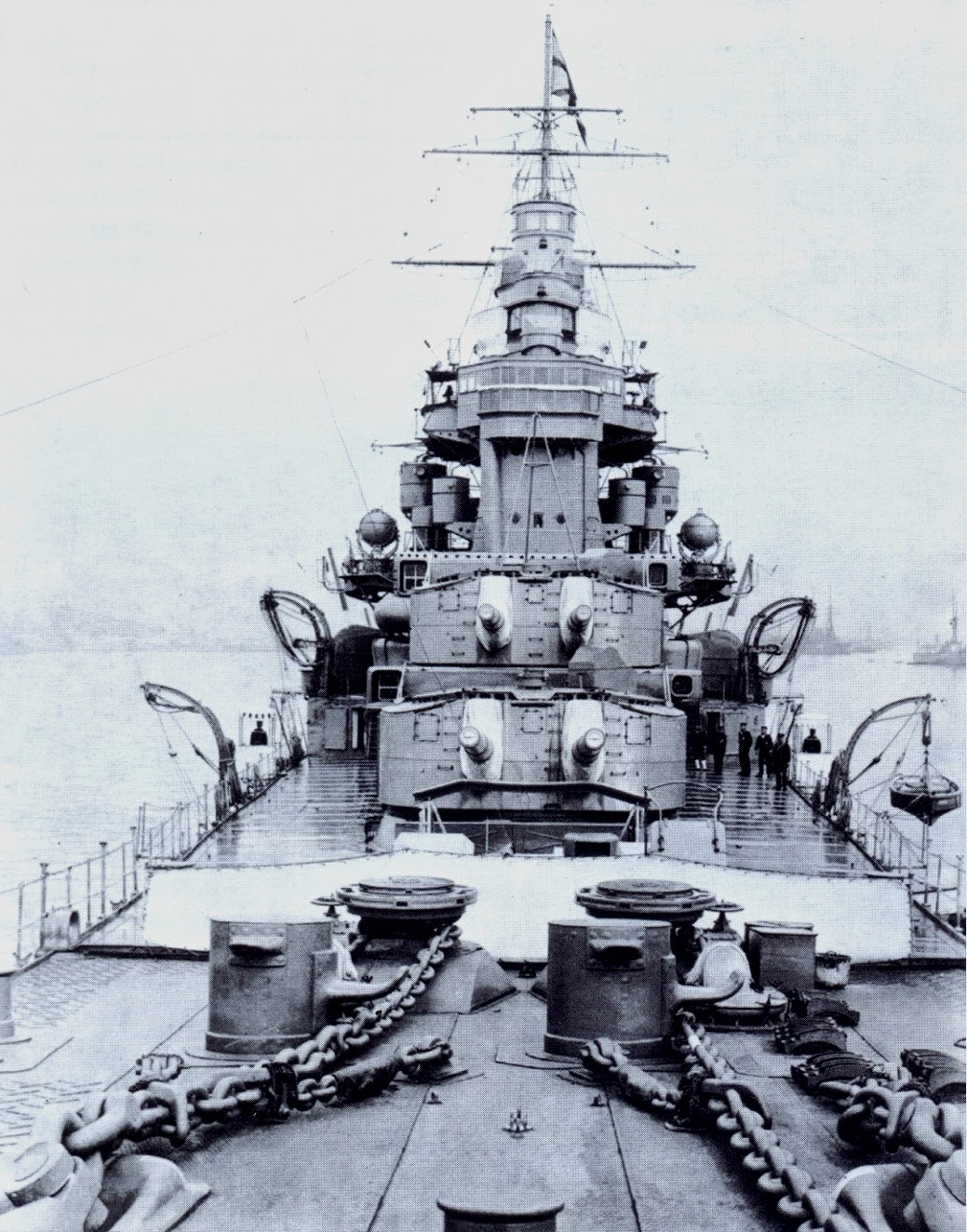
Носовые орудийные башни крейсера, 1931 год

Компоновка «Мёко» была похожа на более ранние крейсера типов «Фурутака» и «Аоба». Для достижения высокой скорости соотношение длины корпуса к его ширине составляло по проекту 11,4. Форштевень «Мёко» имел характерную изогнутую форму, вместе с его большой высотой (9,14 м) и поднимающейся к носу волнообразной верхней палубой это обеспечивало сравнительно низкобортному (5,94 м) крейсеру хорошую мореходность.
Водоизмещение существенно превысило проектную величину в 11 850 тонн. Строительная перегрузка повлекла увеличение фактической осадки у всех тяжёлых крейсеров типа «Мёко» в среднем на 1,20 м, высота борта над ватерлинией уменьшилась почти на 1,80 м на миделе и на 0,30 м в оконечностях.
Броневая защита в основном была построена из плит NVNC разной толщины. Центральная часть верхней палубы была усилена двумя слоями плит из стали HT: толщиной 12,7—25,4 мм и 16 мм. Башнеподобная надстройка исходно не бронировалась. Защита подводной части корпуса была представлена двойным дном и булями.
На корабле устанавливались четыре турбозубчатых агрегата мощностью по 32 500 л. с. (23,9 МВт), приводившие в движение 4 трёхлопастных гребных винта. Суммарная мощность в 130 тысяч лошадиных сил по проекту должна была обеспечивать максимальную скорость хода 35,5 узла при водоизмещении 12 350 дл. тонн. Для движения кормой вперёд предусматривались отдельные турбины заднего хода. Для экономического хода имелись две крейсерские турбины, соединённых редукторами с турбинами высокого давления передних ТЗА. При суммарной мощности в 6800 л. с. они обеспечивали 14-узловую скорость хода. При их работе задние ТЗА отсоединялись от гребных валов, и последние, во избежание роста сопротивления, проворачивались электродвигателями. Это улучшало экономичность, но при этом возрастало время перехода от крейсерского хода к полному.

### Вооружение
Главный калибр крейсера включал десять 200-мм орудий в пяти двухорудийных башнях. Три башни размещались «пирамидой» в носу и две по линейно-возвышенной схеме — в корме. Боеприпасы (110-кг снаряды и 32,63-кг заряды в картузах) подавались вручную из погребов до перегрузочного отделения, а оттуда—толкающими подъёмниками в центральных каналах башен поднимались до орудий. Система управления огнём главного калибра включала два визира центральной наводки (ВЦН) — на вершине носовой надстройки (главный) и над кормовой надстройкой (резервный), визир слежения за целью, три 6-метровых, два 3,5-метровых и два 1,5-метровых дальномера и пять 110-см поисковых прожекторов.
Для борьбы с самолётами в центральной части корпуса были установлены шесть 120-мм орудий. Для управления их огнём использовались те же визиры тип 14, что и для орудий ГК, а также два дополнительных 4,5-метровых дальномера по бокам от задней дымовой трубы. Дополнительно на площадке между трубами были размещены два 7,7-мм пулемёта типа «Рю».
Торпедное вооружение состояло из четырёх строенных 610-мм торпедных аппаратов, располагавшихся на средней палубе. Их штатный боекомплект в мирное время составлял 24 единицы, в военное — 36.
Крейсер также нёс работающую на сжатом воздухе катапульту, расположенную в корме, перед четвёртой башней ГК. С неё запускались разведывательные гидросамолёты тип 15. В расположенный в кормовой надстройке ангар по проекту их вмещалось два, фактически же до модернизаций базировался один.

## Модернизации
Небольшие изменения в конструкции корабля проводились несколько раз. В конце 1930 года для уменьшения задымлённости мостика первую дымовую трубу на «Мёко» удлинили на 2 м, также на обе трубы были установлены дождезащитные колпаки. В конце 1931 года на «Мёко» начались работы по замене орудий главного калибра на новые тип 3 № 2, переделке погребов и подъёмников под более тяжёлые боеприпасы, а также улучшению вентиляции.

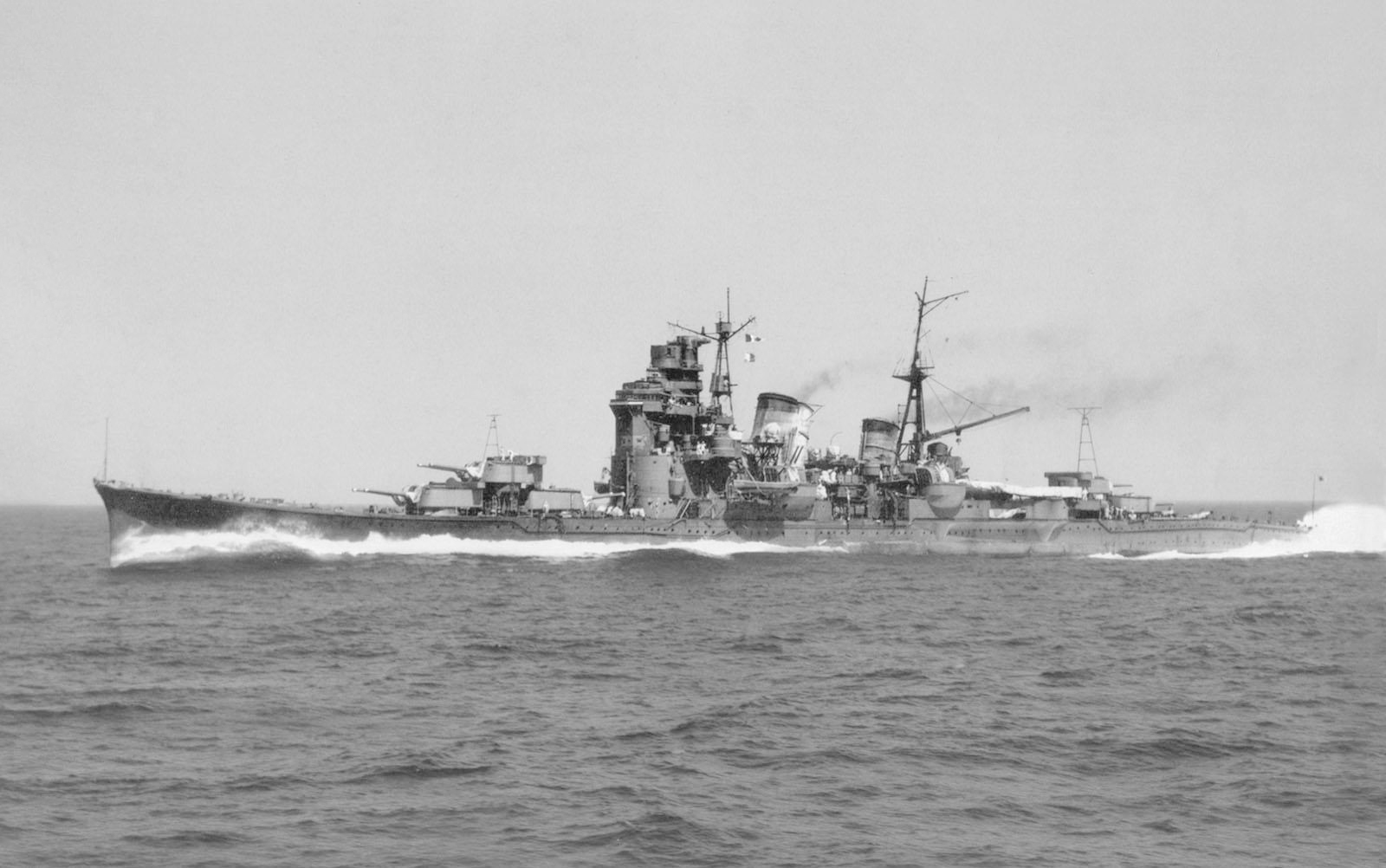
«Мёко» на ходовых испытаниях после второй модернизации 31 марта 1941 года

Первая крупная модернизация была выполнена в несколько этапов в Арсенале Сасэбо в 1934—1936 годы. Первый этап модернизационных работ на «Мёко» прошёл с 20 ноября 1934 по 31 марта 1935 года (эту модернизацию он проходил первым из четырёх кораблей своего типа). В ходе работ демонтировались старые зенитные орудия, неподвижные торпедные аппараты и катапульта с ангаром самолётов (вместо них устанавливались новые: соответственно 4 × 2 127-мм/40 тип 89, 2 × 4 ТА тип 92 модель 1, 2 × тип № 2 модель 3), первый ярус надстройки был удлинён до 4-й башни ГК (образовав новую палубу—зенитную), старые противоторпедные були заменили на увеличенные, вместо ненадёжных электродвигателей крейсерского хода поставили индукционные турбины, на средней палубе разместили дополнительные помещения для возросшего экипажа. В октябре «Мёко» вместе с остальными представителями типа прошёл второй этап модернизационных работ, получив новые прожектора и два счетверённых 13,2-мм пулемёта, также при этом перемещались СУАЗО тип 91 и пулемёты Льюиса. Третий этап был проведён в январе — марте 1936 года по итогам расследований инцидентов с Четвёртым флотом и взрывом в башне крейсера «Асигара»: слабые места корпуса усилили 25-мм плитами, улучшили систему продувки стволов орудий ГК после выстрела. Метацентрическая высота на испытаниях «Мёко» 3 марта 1936 года после выполнения работ третьего этапа составила 1,518 м при водоизмещении на испытаниях (14 502 т), 1,567 м в грузу (15 558 т) и 1,130 м порожнем (11 811 т). Наконец, с 25 мая по 29 июня «Мёко» вместе с «Нати» и «Хагуро» прошёл четвёртый этап работ, при котором установили более мощный привод грузовой стрелы на грот-мачте, а её опоры усилили.
Вторую крупную модернизацию крейсер прошёл в Арсенале флота в Курэ в период с 19 марта 1940-го по 18 апреля 1941 года — последним среди представителей своего типа, так как верфь была загружена заменой орудийных башен на крейсерах «Могами» и «Кумано». Модернизация состояла в установке второй пары торпедных аппаратов, четырёх спаренных зенитных автоматов тип 96 и двух спаренных пулемётов тип 93 (счетверённые сняли), катапульты заменялись на новые тип № 2 модель 5, були были заменены на улучшенные, приборы управления огнём поставили такие же, как ранее на «Асигару». Также оборудовались пост управления торпедным огнём на фок-мачте, центральный пост связи, шифровальная комната и централизованный пост управления затоплением и осушением отсеков. Поскольку модернизация завершалась уже в предвоенной обстановке, в её процессе также установили размагничивающую обмотку корпуса и загрузили герметичные стальные трубки в выступающие части булей.

## История службы

### Довоенная
После вступления в строй 31 июля 1929 года «Мёко» был приписан к военно-морской базе Курэ. В ноябре все четыре корабля типа «Мёко» были зачислены в состав 4-й дивизии крейсеров Второго флота (флагман — «Асигара», «Мёко» был третьим кораблём в дивизии с тремя марками на передней трубе).
С 17 мая по 19 июня 1930 года «Мёко» вместе с остальными входящими в соединение единицами совершил плавание в южные моря для проверки работы систем в тропическом климате. В августе был изменена нумерация кораблей внутри 4-й дивизии, теперь «Мёко» стал в ней вторым (две марки на трубах). 26 ноября дивизия участвовала в морском смотре в Йокосуке. В декабре порядок кораблей в соединении вновь сменили — «Мёко» стал флагманом соединения (одна марка на трубах).
С 29 марта до конца апреля 1931 года 4-я дивизия вместе с «Фурутакой» и «Аобой» действовала в районе Циндао, а в августе и сентябре участвовала в учениях. 4 августа 1932 года в ходе ежегодных манёвров флота «Мёко» вместе с «Нати» участвовал в стрельбах новыми бронебойными снарядами тип 91 по кораблю-цели «Хайкан № 4» (бывший минный заградитель «Асо», до 1905 года — русский броненосный крейсер «Баян»), потопленному затем торпедами подводных лодок. В августе в очередной раз был изменён порядок кораблей в соединении — флагманом стал «Асигара», «Мёко» получил четвёртый номер (одна большая и одна малая марка на трубах).
1 декабря 1932 года все 4 крейсера типа «Мёко» были выведены в резерв, их место в 4-й дивизии заняли недавно вошедшие в строй 4 крейсера типа «Такао». 20 мая 1933 года представители типа «Мёко» были переданы в состав 5-й дивизии (входившие в неё ранее крейсера типов «Фурутака» и «Аоба» перешли в 6-ю дивизию). На период проведения Специальных больших манёвров они были выведены из резерва (марки на трубах не наносились), для участия в манёврах они вышли в море 16 августа, совершили поход в район южных морей, 21 августа вернулись в Токийский залив и четыре дня спустя участвовали морском параде в Иокогаме. 11 декабря в преддверии начала первой крупной модернизации «Мёко» вместе с «Нати» был придан военно-морскому району Курэ, а с 1 февраля 1934 — военно-морскому району Сасэбо. С 15 ноября того же года крейсер был приписан к ВМБ Сасэбо (вместо ВМБ Курэ), более до исключения его из списков домашняя ВМБ не менялась.
После выхода из ремонта крейсер вернулся в состав отряда кораблей военно-морского района Сасэбо. Затем, с середины июля и до 2 октября, он участвовал в ежегодных манёврах (на их период «Мёко», «Нати» и «Хагуро» были сведены в 3-ю дивизию), пройдя 26 сентября вместе с другими единицами Четвёртого флота сквозь центр тайфуна. При этом «Мёко» получил повреждения надстройки, признаками же недостаточной продольной прочности стали потеря заклёпок в нескольких местах и затопление некоторых отсеков. С октября 1935 года на крейсере проходили второй и третий этапы модернизационных работ.

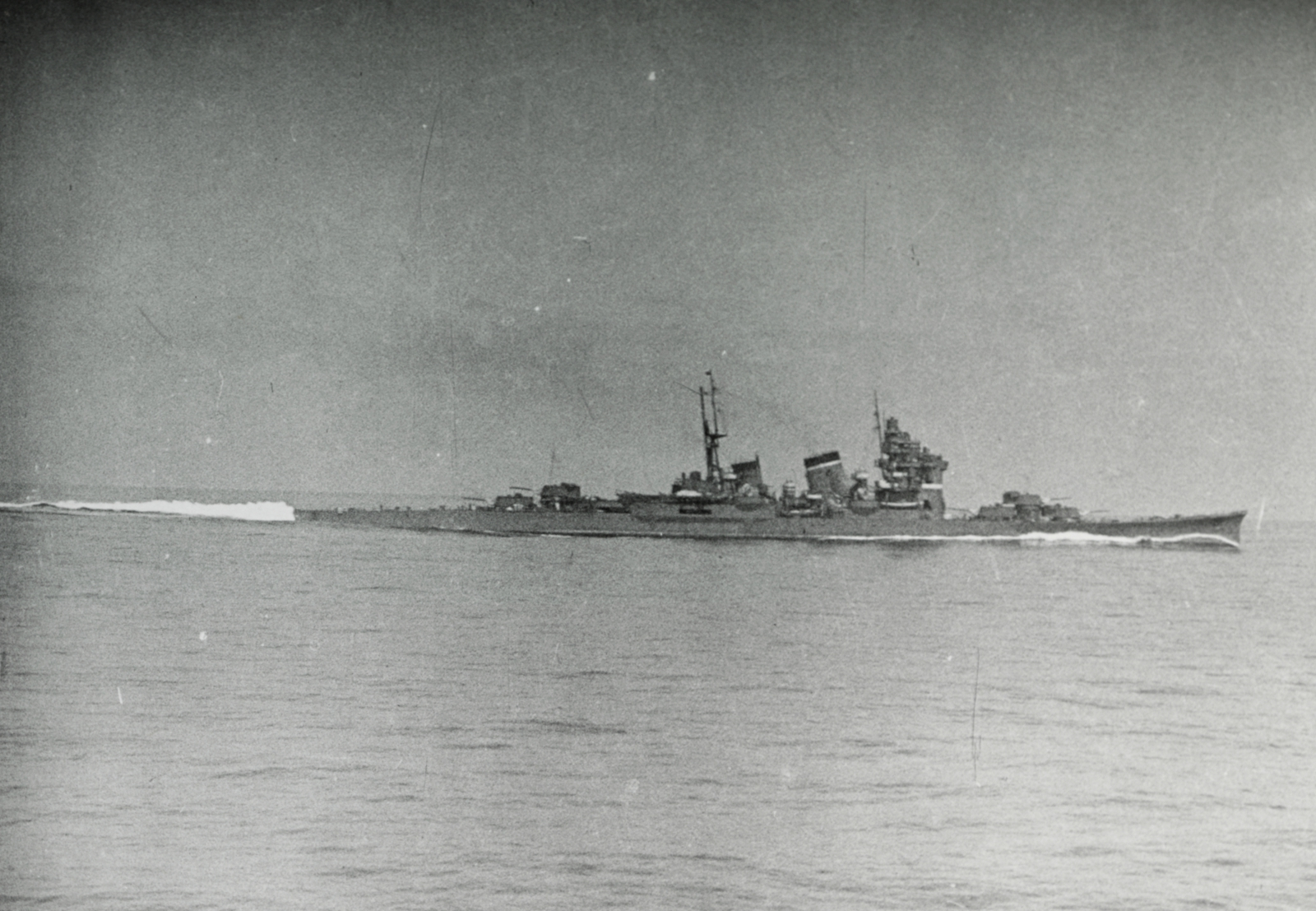
«Мёко» в 1937 году

1 апреля 1936 года «Мёко» вернулся в состав 5-й дивизии вместе с «Нати» и «Хагуро» (флагман, одна марка на передней трубе). С 4 апреля 5-я дивизия проводила учения в проливе Тэрасима, 13 апреля направилась в Жёлтом море, где в районе Циндао провела стрельбы совместно в 7-й дивизией, и 22 апреля вернулась в Сасэбо, гдк прошёл четвёртый этап модернизационных работ. В августе — сентябре крейсер в составе 5-й дивизии участвовал в ежегодных манёврах флота, совершив поход в район Тайваня.
С 27 марта по 6 апреля 1937 года «Мёко» вместе с «Нати» и «Хагуро» совершил короткий поход в район Циндао и обратно. После начала Второй японо-китайской войны все четыре крейсера типа «Мёко», «Мая» и 2-я эскадра эсминцев участвовали в переброске в Шанхай 3-й пехотной дивизии ЯИА 20—23 августа. 28 июля «Мёко» был передан в состав 9-й дивизии Третьего (Китайского) флота и стал её флагманом. Базируясь в портах Тайваня, он в период с 1 сентября 1937-го по 15 октября 1939 года совершил в общей сложности 23 похода к побережью Южного Китая, в том числе пять в 1937, двенадцать в 1938 и шесть в 1939 году. Подчинение 9-й дивизии при этом менялось: с 20 октября по 1 декабря 1937-го она входила в состав Четвёртого флота, затем вернулась в состав Третьего флота и, наконец, с 1 февраля 1938 года вошла в состав Пятого флота. 25 ноября 1939 года «Мёко» был выведен в резерв третьей категории и с 28 ноября встал на прикол в Сасэбо в ожидании модернизации.
10 апреля 1941 «Мёко» вернулся в состав 5-й дивизии, став её флагманом (одна белая марка на задней трубе). Лето он провёл, занимаясь боевой подготовкой у своих берегов, в начале сентября прошёл докование в Сасэбо. С 17-го по 23 ноября корабли 5-й дивизии приняли в Курэ запасы боекомплекта, топлива и припасов. «Мёко» вместе с «Хагуро» вышел в море 26 ноября и прибыл на острова Палау 1 декабря.

### Вторая мировая война

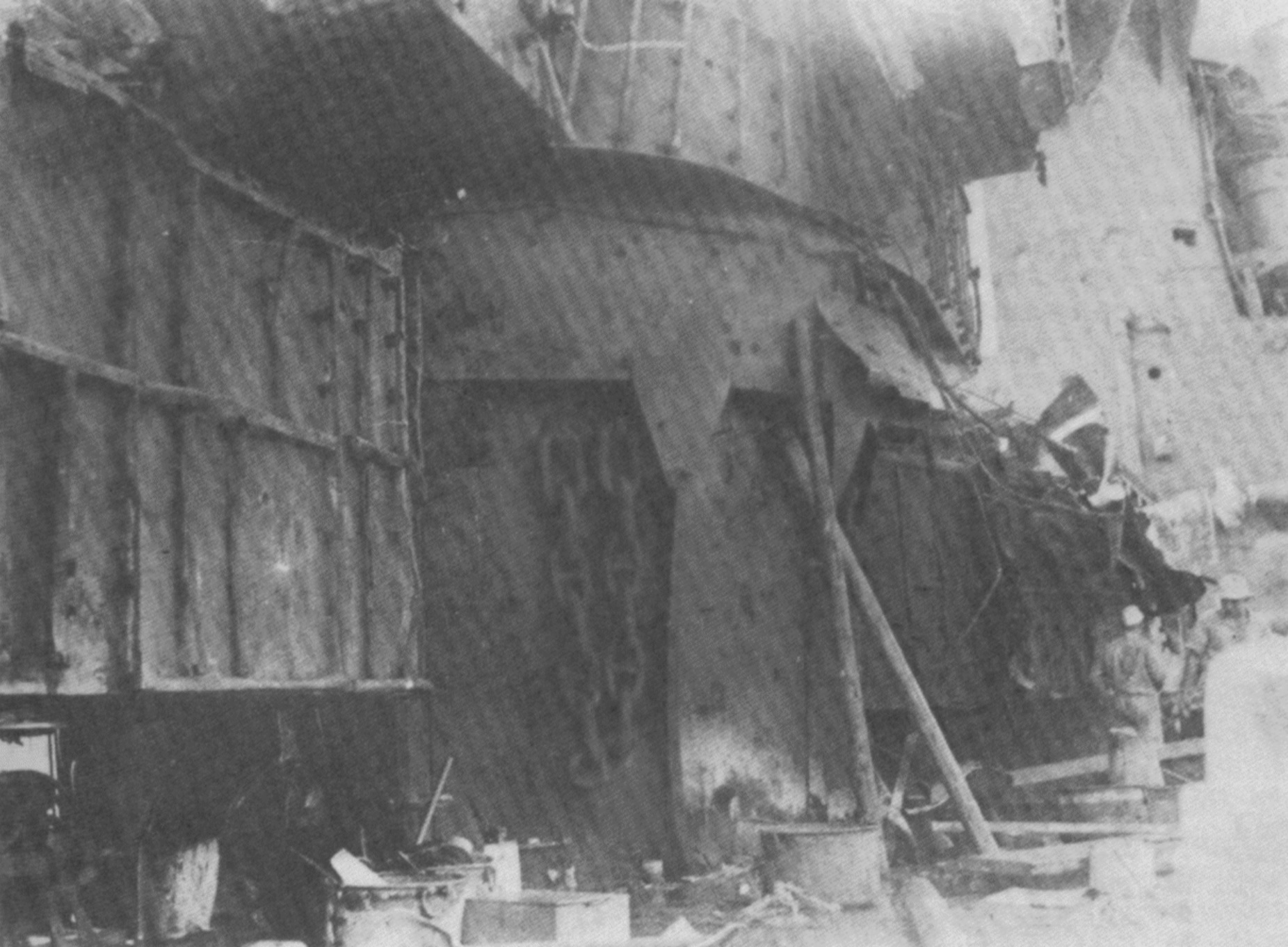
Повреждение крейсера в результате попадания бомбы 4 января 1942 года

После начала войны 5-я дивизия в составе «Мёко» (флаг контр-адмирала Такаги), «Нати» и «Хагуро» обеспечивала выполнение операции «M» — захвата южной части Филиппин. 11 декабря крейсера прикрывали высадку у Легаспи, 19—20-го — у Давао, 24-го — на острове Холо. 4 января 1942 года 5-я дивизия вместе с крейсерами «Нагара», «Нака», «Дзинцу» и гидроавианосцем «Мидзухо» стояла на якоре в бухте Маладаг в западной части залива Давао, когда в 11:55 была атакована восемью бомбардировщиками B-17D из состава 19-й бомбардировочной группы ВВС армии США. Каждый из самолётов нёс по четыре 600-фунтовые (272 кг) бомбы, несколько из которых легло рядом с бортами, а одна в 12:01 поразила «Мёко» в носовую часть, по левому борту от башни ГК № 2. Бомба пробила верхнюю палубу и разорвалась в промежутке между ней и средней палубой, где находились офицерские каюты, причинив там большие разрушения. Взрыв сорвал теплозащитные экраны с башни ГК № 2, лёгкие повреждения от осколков получили также дальномер на ней и носовая надстройка. Всего погибло 35 человек и 29 было ранено, в том числе 10 — тяжело. Адмирал Такаги со штабом перешёл на «Нати», «Мёко» же после экстренного исправления повреждений отправился в Сасэбо, куда прибыл 9 января. После ремонта и докования он вышел в море 20 февраля в сопровождении эсминца «Инадзума» и 26 февраля прибыл в Макассар.

#### Второе сражение в Яванском море
В тот же день, 26 февраля, «Мёко» вместе с «Асигарой» и эсминцами «Инадзума», «Икадзути» и «Акэбоно» покинули Макассар и направились в район Явы. 1 марта в 11:03 во время патрулирования в районе в 90 милях западнее острова Бавеан с крейсеров «Нати» и «Хагуро» были обнаружены остатки флота ABDA из тяжёлого крейсера «Эксетер» и двух (изначально замечен один) эсминцев. Поскольку они расстреляли большую часть боекомплекта 27—28 февраля, то решающую роль в новом бою должны были сыграть подходившие «Мёко» и «Асигара». Между 11:17 и 11:28 были подняты два гидросамолёта для доразведки целей. Противник к этому времени изменил курс на северный, а потом и восточный, выставляя дымовые завесы. Обе группы японских крейсеров преследовали его, сходясь клещами с севера и с юга.
В 11:50 с удаления 23 500 метров «Мёко» и «Асигара» открыли огонь по флоту ABDA, начав второе сражении в Яванском море. В 12:45 к ним присоединились остальные два крейсера 5-й дивизии. В 12:50 203-мм снаряд разорвался в котельном отделении «Эксетера», выведя из строя 4 из 5 исправных котлов и перебив главную паровую магистраль. Обесточенный и оставляемый экипажем корабль в 13:30 был добит двумя торпедами с «Инадзумы». После «Эксетера» 5-я дивизия сосредоточила огонь на эсминцах. В 13:05 прямым попаданием с «Мёко» или «Асигары» была выведена из строя силовая установка эсминца «Инкантер», из-за угрозы захвата он был затоплен командой в 13:35. Повреждённый «Поуп» же смог выйти из боя, но во второй половине дня был потоплен самолётами с авианосца «Рюдзё». «Мёко» и «Асигара» суммарно за бой выпустили 1171 203-мм снаряд и по 8 кислородных торпед тип 93, последние — все мимо. 5 марта оба крейсера вернулись в Макассар.
В тот же день «Мёко» вновь стал флагманом 5-й дивизии, состоявшей теперь только из него и «Хагуро». 13 марта оба крейсера покинули Макассар и через неделю прибыли в Сасэбо, где встали на ремонт. В ходе ремонта заменили расстрелянные стволы орудий ГК, корректировщики тип 95 заменили на тип 0, была также улучшена работа вентиляции. На корме разместили два жёлоба для сброса глубинных бомб, боекомплект последних составлял до 12 штук.
8 апреля «Мёко» вместе с «Хагуро» покинул Сасэбо и на следующий день прибыл в Хасирадзиму. 18 апреля оба крейсера выходили на перехват американского авианосного соединения в связи с рейдом Дулиттла, не добились успеха и 22 апреля вернулись в Йокосуку. После дозаправки, с 23-го по 27 апреля крейсера перешли на Трук. 1 мая 5-я дивизия вышла в море в составе Мобильного соединения для участия в операции «МО», и 6—7 мая участвовала в сражении в Коралловом море, входя в ордер ПВО 5-й дивизии авианосцев. 13 мая «Мёко», «Хагуро» и эсминцы «Ариакэ», «Сирацую» и «Сигурэ» выполняли роль прикрытия в ходе операции по захвату островов Науру и Ошен (отменена из-за угрозы налётов палубной авиации американцев), 17 мая зашли на Трук, где к присоединился эсминец «Югурэ», и 22 мая прибыли в Курэ.
В рамках операции «МИ» 5-я дивизия вместе с 1-м отделением 4-й дивизии («Атаго» и «Тёкай») 29 мая покинула Хасирадзиму, направляясь к Мидуэю, высадка на который была намечена на 7 июня. 5—7 июня все четыре крейсера шли навстречу американскому соединению в надежде на успешный ночной бой. После отмены операции «МИ» 5-я дивизия была придана Северному соединению. 23 июня «Мёко» зашёл в Сэндай, после пополнения припасов и дозаправки он вышел в море 28 июня и вместе с «Хагуро» поддерживал высадку на Атту и Кыске (операция «АЛ»). В районе Алеутских островов 5-я дивизия находилась до 7 июля и 12-го вернулась в Хасирадзиму.
В связи с высадкой американцев на Гуадалканале 11 августа «Мёко» вместе с «Хагуро» и 4-й дивизией («Атаго», «Такао», «Мая») покинул Хасирадзиму и 17 августа прибыл на Трук. 20 августа в составе соединения вице-адмирала Кондо он вышел в море для проведения операции «КА». Корабли должны были провести ночной бой с американским авианосным соединением в ночь с 24 на 25 августа сразу после сражения у Восточных Соломоновых островов, но не смогли найти противника и 5 сентября вернулись на Трук. 9 сентября соединение Кондо вновь вышло в море, патрулируя район северных Соломоновых островов. 14 сентября корабли были атакованы десятью бомбардировщиками B-17E из 11-й бомбардировочной группы, на «Мёко» при этом от близкого разрыва бомбы была легко повреждена одна 25-мм установка в центральной части корпуса. С 15-го по 17 сентября корабли дозаправились в море, 20 сентября легли на обратный курс и 23-го вернулись на Трук.
11 октября «Мёко» в составе соединения Кондо покинул Трук с целью обстрела аэродрома Хендерсон-филд на Гуадалканале. В первую ночь по нему отстрелялись «Конго» и «Харуна», во вторую «Тёкай» и «Кинугаса», в третью, с 15 на 16 октября — «Мая» и «Мёко». «Мёко» выпустил по цели всего 462 203-мм снарядов тип 3 и тип 91. 17 и 18 октября соединение Кондо дозаправилось в море и 26 октября в сражении у Санта-Крус играло роль прикрытия сил Нагумо в ожидании ночного боя, который не состоялся. 27 октября соединения встретились и три дня спустя прибыли на Трук. С 4-го по 10 ноября «Мёко» вместе с авианосцем «Дзуйкаку» и эсминцем «Токицукадзэ» перешёл в Сасэбо и встал там на ремонт. С 11-го по 24 ноября он прошёл докование в Арсенале Сасэбо. Параллельно с этим сменился командующий дивизией — с 10 ноября ей командовал контр-адмирал Сэнтаро Омори.
27 ноября 5-я дивизия в составе «Мёко» и «Хагуро» покинули Сасэбо и 29-го прибыли в Йокосуку, где крейсера приняли на борт солдат 6-го батальона морской пехоты ВМБ Курэ. С 30 ноября по 8 декабря они перевезли солдат в Рабаул и 10 декабря бросили якорь на Труке. С 31 января по 9 февраля 1943 года 5-я и 4-я дивизии обеспечивали прикрытие эвакуации японских войск с Гуадалканала (операция «КЭ»), патрулируя северную часть Соломонова архипелага. Следующие три месяца до мая они провели на Труке в состоянии готовности.
8 мая 1943 года 5-я дивизия вместе с линкором «Ямато» покинула Трук и 13 мая прибыла в Йокосуку. Через два дня, 15 мая, оба крейсера в связи с высадкой американцев на Атту были приданы Северному соединению и отправились на Парамусиро, где провели с 19 мая по 12 июня. 16 июня корабли прибыли в Сасэбо, встав на ремонт в его арсенале. На «Мёко» работы продлились до 18 июля, докование он прошёл с 1 по 13 июля. В ходе ремонта крейсер прошёл первую военную модернизацию: добавили ещё четыре спаренных 25-мм автомата (по бокам грот-мачты и на мостик, пулемёты тип 93 при этом сняли), доведя число стволов до 16, на площадку фок-мачты вместо гониометра установили радиолокатор обнаружения воздушных целей № 21 второй модификации, способный засечь одиночный самолёт с дальности в 70 км, а их группу — со 100 км. 18 июля 5-я дивизия покинула Сасэбо и на следующий день прибыла в Хасирадзиму. С 30-го по 31 июля она перешла в Нагахаму, где корабли взяли на борт солдат Японской императорской армии и грузы, и отправилась в Рабаул, куда прибыла 9 августа, с промежуточным заходом на Трук 5—6 августа. Разгрузившись, оба крейсера в тот же день отправились на Трук, достигнув его 10 августа. 18 сентября «Мёко» и «Хагуро» выходили в море на перехват рейда американского авианосного соединения, с промежуточной стоянкой 20—23 сентября на атолл Эниветок, но снова не достигли успеха и 25 сентября вернулись на Трук
9 октября 5-я дивизия была придана Флоту юго-западного района и через два дня в сопровождении эсминцев «Наганами» и «Судзукадзэ» покинула Трук, сопровождая конвой. 13 октября крейсера прибыли в Рабаул и до конца месяца находились там в готовности. В связи с высадкой американцев на Бугенвиле 5-я дивизия 1 ноября в 15:20 вышла в море в составе соединения контр-адмирала Омори, включавшего также крейсера «Сэндай», «Агано» и 6 эсминцев (на 4 из которых находилось 1100 солдат). В ходе ночного боя в заливе Императрицы Августы 2 ноября «Мёко» был повреждён при столкновении с эсминцем «Хацукадзэ» (помят форштевень и левый борт на уровне средней палубы, снесено два торпедных аппарата), непосредственно боевых повреждений при этом не получив. Утром того же дня «Мёко» и «Хагуро» вернулись в Рабаул и попали под налёт B-25 ВВС армии США, но не пострадали. С 4-го по 7 ноября они перешли на Трук, избежав последующих налётов, а с 12-го по 17 ноября совершили переход с сопровождении эсминцев «Сигурэ» и «Сирацую» в Сасэбо, где встали на ремонт. Почти весь период ремонта, с 18 ноября по 13 декабря, «Мёко» провёл в сухом доке Арсенала Сасэбо, пройдя вторую военную модернизацию: установлены 8 одиночных 25-мм автоматов (число стволов достигло 24), радиолокатор обнаружения надводных целей № 22 4-й модификации (дальность обнаружения эсминца — 17 км, крейсера — 20, линкора — 35), для улучшения герметичности корпуса все иллюминаторы на нижней палубе и часть на средней заделывались путём приваривания на их место круглых стальных заглушек. В период ремонта 25 ноября контр-адмирала Омори на должности командующего 5-й дивизией сменил контр-адмирал Сэнтаро Хасимото.
16 декабря «Мёко» и «Хагуро» покинули Сасэбо и на следующий день прибыли в Курэ. С 23-го по 29 декабря они вместе с крейсером «Тонэ» перешли на Трук. С 2-го по 5 января все три крейсера в сопровождении эсминцев «Фудзинами» и «Сирацую» совершили поход с грузом до Кавиенга и обратно, затем до начала февраля находились в готовности на Труке.
10 февраля 1944 года, непосредственно перед рейдом американского авианосного соединения, 5-я дивизия вместе с 4-й дивизией («Атаго» и «Тёкай») и 17-м дивизионом эсминцев покинула Трук. В 21:00 соединение атаковала американская подводная лодка «Пермит», выпустившая по крейсерам 4 торпеды, но все мимо. 13 февраля корабли прибыли на Палау, где находились в готовности до конца первой декады марта. 1 марта шесть крейсеров 5-й и 4-й дивизий были приданы Первому мобильному флоту. С 9-го по 22 марта «Мёко» и «Хагуро» сопровождали танкеры «Осэ» и «Иро» с стоянкой в Баликпапане 12 и 13 марта и Таракане 14—20 марта. С 29 марта по 1 апреля 5-я и 4-я дивизии, крейсер «Носиро» и эсминец «Харусамэ» перешли из Палау в Давао. По прибытии «Мёко» пополнил запасы провизии с транспорта «Китаками-мару». С 4-го по 9 апреля соединение совершило переход из Давао в Лингу, по пути 6 апреля его атаковала американская подводная лодка «Дэйс», выпустившая шесть торпед (все мимо), другая подлодка, «Дартер», обнаружила японские корабли, но не смогла выйти на позицию для торпедной стрельбы. 12 мая 5-я дивизия покинула Лингу и 15-го прибыла в Тави-Тави, затем отправилась в Таракан для дозаправки и 18 мая вернулась в Тави-Тави.
30 мая, в связи с высадкой американцев на остров Биак, 5-я дивизия вместе с линкором «Фусо» и шесть эсминцами покинула базу, имея целью прикрытие конвоя до места высадки (операция «КОН»). 31 мая соединение прибыло в Давао и 2 июня направилось с конвоем в Биак. Однако в связи с обнаружением конвоя подлодками и воздушной разведкой операция «КОН» 3 июня была отменена, и 5 июня корабли вернулись в Давао. 7 июня 5-я дивизия вместе с эсминцами «Асагумо» и «Кадзагумо» покинула Давао для прикрытия нового конвоя до Биака (операция «КОН» № 3) и 11-го прибыла на остров Бачан; на переходе «Мёко» 8 июня дозаправился с танкера «Нитиэй-мару». Выход конвоя был намечен на 15 июня, однако более приоритетным оказалось осуществление операции «А-Го» в связи с началом американской операции по захвату Марианских островов. 13 июня 5-я дивизия покинула Бачан и вместе с 1-й дивизией («Ямато» и «Мусаси») присоединилась к Первому мобильному соединению; 16 и 17 июня корабли дозаправились в море. В ходе сражения в Филиппинском море 19—20 июня 5-я дивизия была частью тактической группы «А» вице-адмирала Одзава вместе с 1-й дивизией авианосцев («Тайхо», «Дзуйкаку», «Сёкаку») и 10-й эскадры эсминцев, входя в ордер ПВО авианосцев. После сражения не получившие повреждений крейсера 22 июня прибыли на Окинаву, а 23—24 июня перешли в Курэ для ремонта. В ходе ремонта, продолжавшегося до 29 июня, «Мёко» прошёл третью военную модернизацию: установлены ещё 16 одиночных и 4 строенных 25-мм автомата (общее число стволов — 52), увеличен боекомплект 25-мм снарядов до 2200 на ствол, на фок-мачте размещён дополнительная РЛС обнаружения воздушных целей № 13, в верхней части носовой надстройки — РЛС обнаружения надводных целей № 22 модель 4.
30 июня 5-я дивизия покинула Курэ, 1 июля зашла в Хасирадзиму, где взяла на борт солдат ЯИА и грузы, 4 июля выгрузила их в Маниле, 8-го зашла в Замбоангу и 12-го прибыла в Сингапур. 13 июля «Мёко» в одиночку перешёл в Лингу, 31 июля к нему присоединился «Хагуро». На этой базе крейсера простояли в общей сложности три месяца, до второй декады октября, занимаясь боевой подготовкой. В этот период установленная в июне РЛС № 22 4-й модификации модернизировалась с установкой супергетеродинного приёмника и позволяла после этого управлять артиллерийским огнём, ставшие ненужными визиры слежения за целью тип 92 сняли, была демонтирована и задняя пара торпедных аппаратов, не имевшая системы быстрой перезарядки.

#### Сражение в заливе Лейте и последующие действия
18 октября 1944 года в 01:00 5-я дивизия («Мёко» и «Хагуро») в составе Первого набегового соединения вице-адмирала Куриты покинула Лингу для выполнения операции «Сё-Го». 20 октября корабли прибыли в Бруней и два дня спустя снова вышли в море, направляясь к проливу Сан-Бернандино. 24 октября во время боя в море Сибуян, находясь восточнее острова Маэстре-де-Кампо, в 10:29 крейсер был поражён в правый борт 569-мм авиаторпедой Mk 13 с 262 кг взрывчатки, сброшенной торпедоносцем TBM-1C «Эвенджер» из состава 18-й торпедоносной эскадрильи с авианосца «Интрепид». Торпеда попала между 248 и 250 шпангоутами, и в результате её взрыва было затоплено машинное отделение № 4 и кормовой отсек генераторов. Также были повреждены обе валолинии правого борта, и максимальная скорость упала до 15 узлов. Вице-адмирал Хасимото перенёс свой флаг на «Хагуро», а «Мёко» был в сопровождении эсминца «Кисинами» отправлен назад в Бруней, куда он благополучно прибыл 29 октября, с промежуточной стоянкой 27 октября в бухте Корон. С 30 октября по 3 ноября «Мёко» вместе с «Хагуро», «Кисинами» и тральщиком № 34 перешёл из Брунея в Сингапур.
На судоремонтном заводе на военно-морской базе Селетар в Сингапуре крейсер прошёл экстренный ремонт, однако полностью исправить повреждения его силами не представлялось возможным — требовался ремонт в Японии. Переход планировалось начать 9 декабря, однако он был отложен на три дня. В 07:00 12 декабря «Мёко» в сопровождении эсминца «Усио» покинул Сингапур, направляясь во Внутреннее море, с промежуточным заходом в Камрань. Крейсер на переходе мог выдавать 16 узлов, повреждённый 13 ноября в Маниле эсминец на исправном ТЗА левого борта — 18. 12-го и днём 13 декабря переход шёл в намеченному маршруту, однако радиоэфир был переполнен тревожными сообщениями об обнаруженном в море Сулу десантном флоте американцев, который японцы ошибочно посчитали направляющимся на Лусон (в действительности он шёл на Миндоро). Соединение вице-адмирала Сима в связи с этим покинуло Лингу и направилось в Кап Сен-Жак, откуда уже должно было противодействовать противнику. Никаких новых приказов «Мёко» и «Усио» не поступало, однако на них считали возможным, что сохранивший ограниченную боеспособность крейсер после прибытия в Камрань будет привлечён к операции.
Параллельно с этим, в 16:30 5 декабря американская подводная лодка «Бергалл» типа «Балао» (командир — капитан 2-го ранга Джон Милтон Хайд) покинула базу в заливе Эксмут в Западной Австралии. Вместе с «Дейс» она должна была выставить минное заграждение на банке Роялист у восточного побережья Индокитая. Маршрут до банки пролегал через Ломбокский пролив, море Флорес, Яванское море и пролив Каримата, огибая Яву с востока. 11 декабря при плановом осмотре торпед были обнаружена утечка сжатого воздуха в заряженных в ТА № 5 и 6 торпедах — в первом случае торпеда была оставлена в аппарате, во втором её извлекли. Курсы «Бергалл» и японского соединения сходились на банке Роялист.
Вечером 13 декабря на «Бергалл» заметили сильный радиосигнал, заглушающий радиостанцию подлодки. Затем в 17:55 при обзоре через перископ № 2 был обнаружен и его источник — идущий на северо-восток 14-узловым ходом на удалении 32 км к востоку военный корабль. Хайд и старпом Джервис решили догонять цель. «Бергалл» начала сближаться с ней на полном ходу, но из-за сильной вибрации в 18:45 скорость уменьшили до 18 узлов. В 19:20 расстояние до цели уменьшилось до 24 км, к 20:30 она была уже хорошо видна в перископ и опознана как тяжёлый крейсер типов «Атаго» или «Тонэ» с сопровождающим его по правому борту (с противоположной стороны от подлодки) лёгким крейсером. «Бергалл» могла атаковать только в надводном положении из-за малых глубин и только носовыми аппаратами — кормовые были заняты минами. Однако Хайд, видя ценность цели, решил рискнуть и выходить на позицию торпедной стрельбы, пользуюсь темнеющим западным небом как прикрытием и надеясь, что включающийся с большими интервалами локатор крейсера не обнаружит лодку. В 21:35 тяжёлый крейсер перекрыл для подлодки своим корпусом сопровождающий его корабль, что означало идеальный момент для атаки. Двумя минутами спустя, в 21:37, с дальности 3 км «Бергалл» выпустила из носовых аппаратов по крейсеру шесть торпед Mk 14 (включая ту, в которой была утечка), установленных на глубину 1,8 м.
В 21:40 одна (возможно, две) из выпущенных торпед поразила «Мёко» в кормовую оконечность с левого борта по 325 шпангоуту. Это вызвало взрыв паров топлива в кормовых цистернах, сильно повредивший корму и вызвавший сильный последующий пожар. Кроме того, был снесён руль и три из четырёх винтов — хотя на оставшемся внешнем винте левого борта крейсер мог дать ход, но уже никак не управлялся. В целом повреждения были тяжелее, чем 24 октября, хотя начиная с района пятой башни ГК и далее к носу корпус остался полностью целым. На «Бергалл», однако, два последовательных взрыва с восьмисекундным интервалом трактовали как практически гарантированное потопление тяжёлого крейсера («увидев» визуально и на радаре оторванную корму — возможно, ей был внесённый вместе с рулём кусок обшивки — и сильно преувеличив масштабы пожара на корме) и повреждение сопровождающего его корабля, тем более, что он тоже остановился. Однако последнее было уловкой — командир «Усио» (который и был «лёгким крейсером») капитан 2-го ранга Араки решил подпустить подлодку ближе, чтобы стрелять наверняка. В 22:00, когда расстояние сократилось до 2,7 км, эсминец открыл огонь по «Бергалл» из носовой 127-мм установки, всего произведя три залпа, затем цель была потеряна прожектором. Снаряд из первого залпа попал в подлодку и пробил её прочный корпус, не взорвавшись, но вынудив её командира выходить из боя под прикрытием ночи. «Усио» не преследовал «Бергалл», так как не мог оставить повреждённый и лишённый возможности управляться крейсер. В конечном итоге, через 12 дней похода в надводном положении, избежав всех патрульных самолётов и охотников за ПЛ, подлодка в полдень 25 декабря прибыли на базу в Фримантл.
Изучив масштаб повреждений, командир «Мёко» капитан 1-го ранга Исивара запросил Араки, сможет ли «Усио» буксировать его корабль. Ответ был однозначно отрицательным в силу недостаточной для этого мощности исправного ТЗА левого борта эсминца. Однако Исивара не был согласен с этим, так как с помощью оставшегося внешнего винта левого борта «Мёко» в теории мог выдать 6 узлов, «Усио» требовалось только корректировать его курс, а стало быть, ситуация не была безнадёжной и не требовала срочного оставления корабля командой. Араки согласился с его доводами, и следующие два дня, 14 и 15 декабря, эсминец тянул крейсер сквозь бурное море к Кап Сен-Жаку. К 15 декабря пожары на корме «Мёко» были наконец потушены и прибыла запрошенная помощь — два тральщика и два вспомогательных охотника за ПЛ «Кайко-мару» и «Татэбэ-мару». Последний начал буксировку «Мёко» на буксирном тросе со скоростью 5 узлов, сменив эсминец. В 08:15 16 декабря японские корабли находились южнее Кап Сен-Жак, и «Усио» был отпущен, чтобы в Сайгоне присоединиться к конвою ХИ-82, выход которого в метрополию был намечен на следующий день. Погода всё ухудшалась, прогноз не обещал её улучшения, и к полудню поступил приказ буксировать «Мёко» назад в Сингапур и ожидать скорого прибытия подкрепления. В 11:00 2-я эскадра эсминцев получила приказ из штаба Флота юго-западного района готовить к отправке на помощь крейсер «Оёдо» и эсминцы «Касуми» и «Хацусимо». В Сингапуре командующий 5-й дивизией вице-адмирал Хасимото в 14:30 отдал приказ своему флагману «Хагуро» покинуть док, загрузить все припасы и 18 декабря выходить в море, где его должен был сопровождать кайбокан «Тибури». На «Мёко», однако, ситуация из-за погоды стала отчаянной — в 05:10 17 декабря под ударами волн полностью отделилась по 325 шпангоуту и затонула повреждённая кормовая оконечность. Скорость буксировки пришлось снизить до 2,5 узлов. В связи с этим и запросом Хасимото эсминцы «Касуми» и «Хацусимо» в 23:00 оставили идущий в Кап Сен-Жак танкер «Нитиэй-мару» и направились на помощью «Мёко».
Параллельно в штабе Флота юго-западного района шло планирование набеговой операции против американского плацдарма в район Сан-Хосе на Миндоро. Изначально для этого планировали выделить один только 43-й дивизион эсминцев, который должен был подойти в район высадки в ночь на 15-е, однако состояние матчасти и запасы топлива не позволили выполнить эту задачу. Основные надежды затем стали возлагаться на Пятый флот вице-адмирала Симы, однако собрать его для похода сразу не представлялось возможным, так как ряд кораблей был выделен на помощь «Мёко». Утром 17 декабря в связи с пролётом американского самолёта-разведчика Второе набеговое соединение Симы покинуло Камрань и в 15:00 следующего дня прибыло в Кап-Сен-Жак, где к нему присоединился танкер «Нитиэй-мару». Из-за объявленной угрозы налёта в 15:30 корабли Симы снова вышли в море и направились в Сайгон.

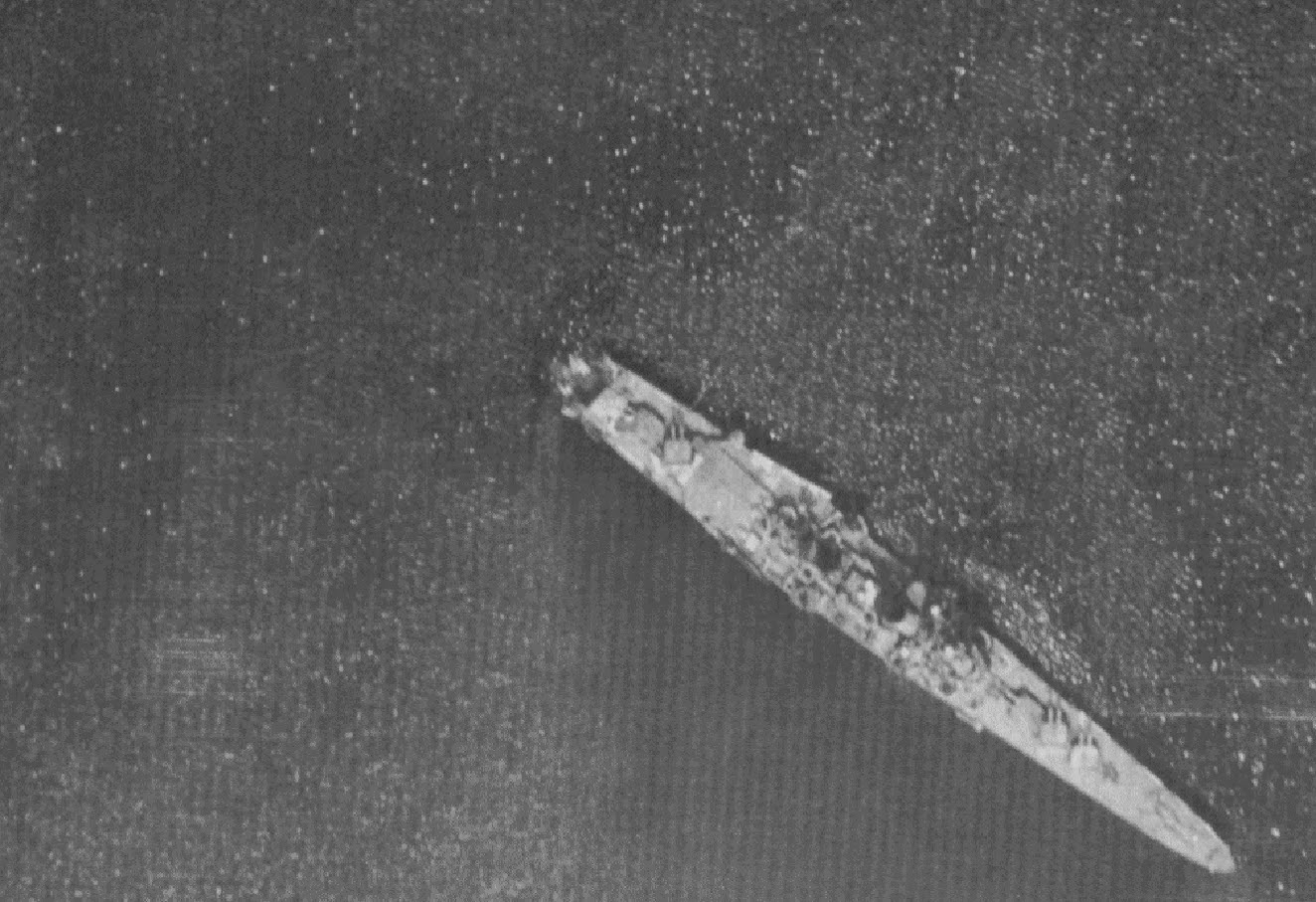
Крейсер во время налёта 1 февраля 1945 года

Почти одновременно с этим «Касуми» и «Хацусимо» встретились с «Мёко», но из-за той же угрозы налёта в течение двух часов находились вокруг него в ордере ПВО. Затем «Касуми» занял позицию с стороны берега и в 17:33 начал буксировку крейсера на тросе, соединённом с якорными цепями последнего, «Хацусимо» же держался мористее. Шторм в море продолжался, и в 02:38 18 декабря трос лопнул. С «Касуми» пытались снова начать буксировку «Мёко», в то время как «Хацусимо» занимался поиском подлодок противника. В 10:50 19 декабря из Сингапура прибыли «Хагуро» и «Тибури», но и они из-за шторма не могли взять крейсер на буксир. В полдень 20 декабря «Касуми» отбыл в Кап-Сен-Жак, чтобы возглавить 2-ю ЭЭМ в набеге на Миндоро. Спешка была связана с тем, что днём ранее в Восточно-Китайском море был торпедирован и погиб выделенный для проведения операции авианосец «Унрю» и стало ясно, что нет никакого смысла более её откладывать, как и то, что никакого воздушного прикрытия уже не будет.
21 декабря на замену «Касуми» прибыл миноносец «Тидори». В 9:00 23 декабря погода улучшилась настолько, что «Хагуро» смог взять «Мёко» на буксир, и наконец, в 02:38 25 декабря корабли прибыли в Сингапур — семидневное путешествие повреждённого крейсера на буксире завершилось. Cилами судоремонтного завода в Сингапуре остатки разрушенной кормы были удалены до пятой башни ГК, а поперечная переборка перед ней укреплена, играя роль кормового подзора, но ни о чём более сложном не могло быть и речи. Набег на Миндоро силами кораблей Симы (операция «Рэй») состоялся только 26—27 декабря, когда американский плацдарм там уже был укреплён, номинально став последней успешной операцией японского флота во Второй мировой войне.

«Мёко» на приколе в ВМБ Селетар после капитуляции
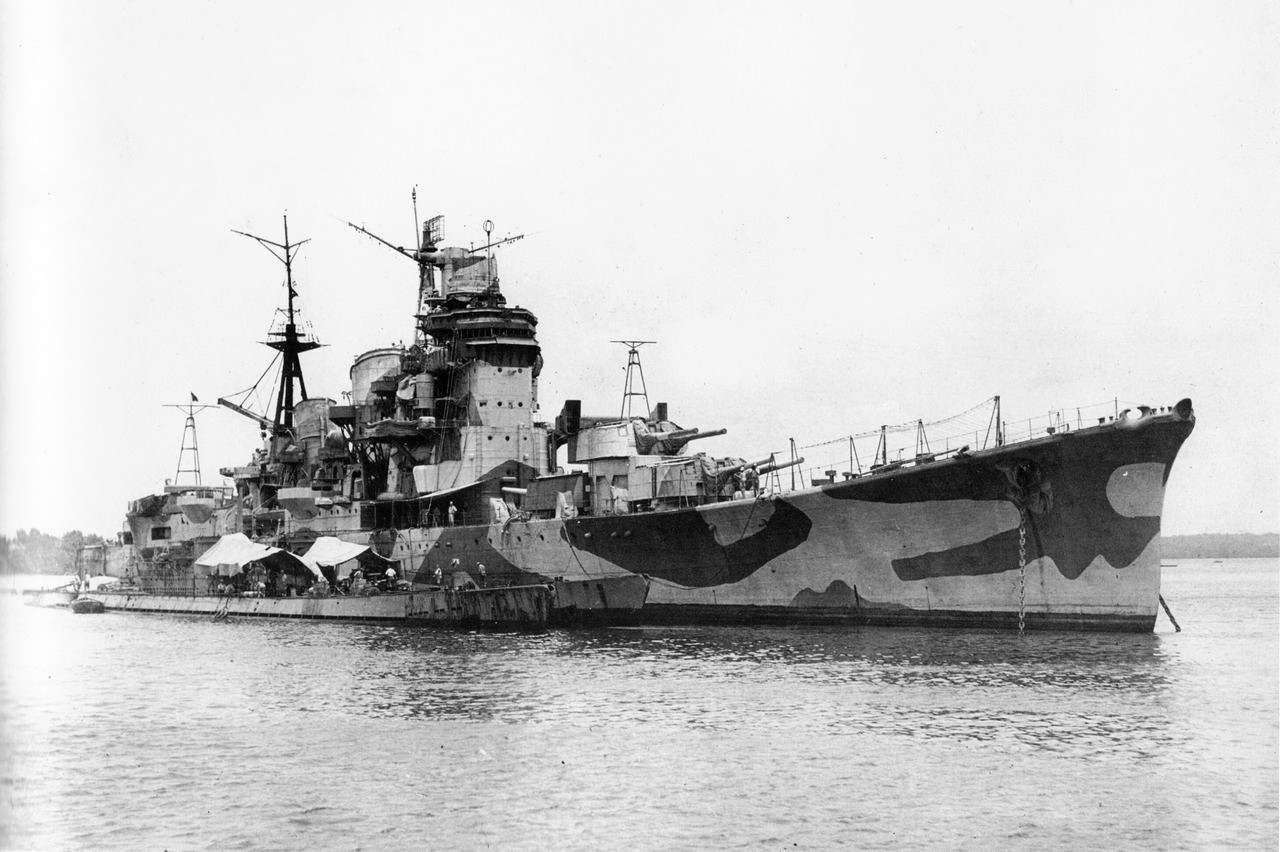
«Мёко» 21 сентября 1945 года. У его борта пришвартованы И-501 и И-502 (бывшие немецкие U-181 и U-862)
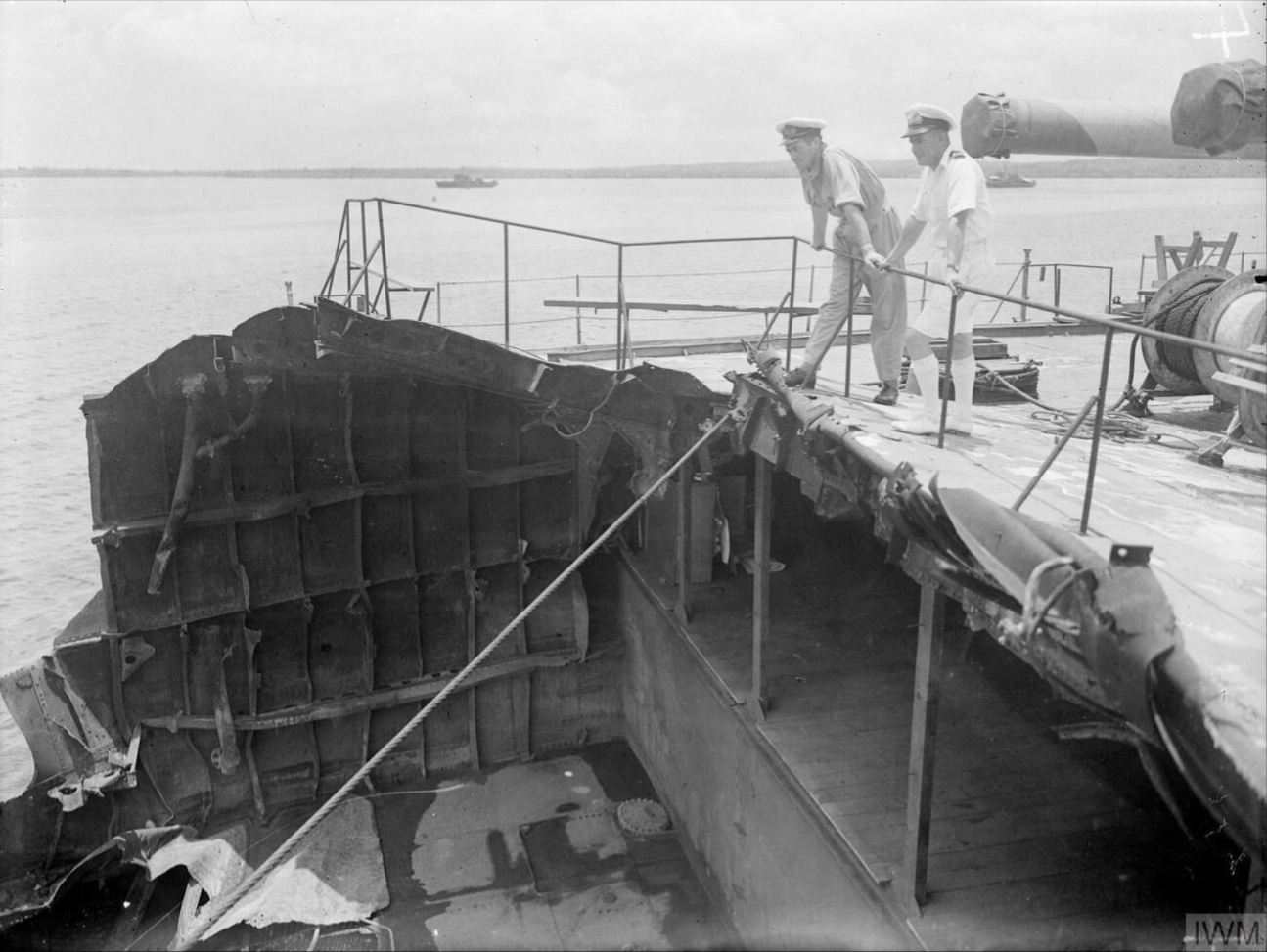
Британские офицеры, включая капитана 1-го ранга Пауэра, осматривают место отлома кормы
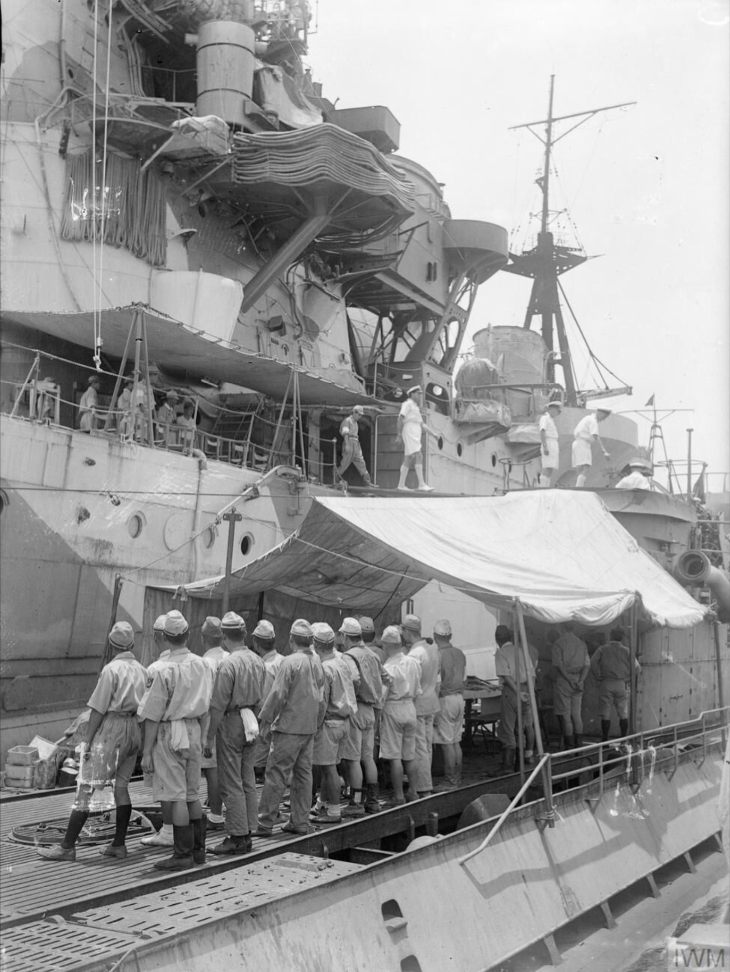
Экипаж крейсера покидает его 25 сентября 1945 года

В связи с невозможностью перехода в метрополию «Мёко», как и повреждённый «Такао», с января стал использоваться как несамоходная плавучая зенитная батарея для защиты ВМБ Селетар от налётов. 20 января 1945 года оба крейсера были выведены из состава 5-й дивизии и переподчинены напрямую Первому южному экспедиционному флоту (тот в свою очередь входил в состав Флота юго-западного района, а с 5 февраля — в состав Флота 10-го района). 1 февраля 113 бомбардировщиков B-29 с Тиниана нанесли удар по Селетару, в районе кормы «Мёко» были близкие разрывы бомб. В начале февраля крейсер прошёл докование в сухом доке Короля Георга VI.
31 июля 1945 года в рамках операции «Страггл» британские сверхмалые подводные лодки XE-1 и XE-3 должны были уничтожить «Мёко» и «Такао», установив подрывные заряды на их дно. Однако XE-1 (командир — капитан-лейтенант Джек Смарт) была обнаружена японским патрульным кораблём и свою задачу выполнить не смогла, XE-3 же выполнила её частично, в результате чего «Такао» получил дополнительные повреждения. После капитуляции Японии 21 сентября оба крейсера были сданы прибывшим в Сингапур британским военным и использовались ими как несамоходные плавучие казармы/плавбазы до весны 1946 года. Затем британское руководство приняло решение затопить бывшие японские корабли в Малаккском проливе у Порт-Суиттенхэма на глубине не менее 150 метров. 2 июля «Мёко» покинул на буксире ВМБ Селетар и в 03:10 8 июля был затоплен в точке с координатами 03°05′06″ с. ш. 100°40′06″ в. д.. 10 августа он был исключён из списков японского флота. 29 октября почти в том же месте был затоплен и «Такао». По иронии судьбы, два крейсера, построенные друг за другом на стапеле № 2 Арсенала Йокосуки, спустя много лет также последовательно оказались на морском дне рядом друг с другом.

## Командиры
- 10.12.1928 — 1.11.1929 капитан 1 ранга (тайса) Такуо Фудзисава (яп. 藤沢宅雄)[37];
- 1.11.1929 — 30.11.1929 капитан 1 ранга (тайса) Ёсиюки Ниияма (яп. 新山良幸)[37];
- 30.11.1929 — 1.12.1930 капитан 1 ранга (тайса) Тома Уэмацу[яп.] (яп. 植松練磨)[37];
- 1.12.1930 — 1.12.1931 капитан 1 ранга (тайса) Тёнан Ямагути (яп. 山口長南)[37];
- 1.12.1931 — 1.12.1932 капитан 1 ранга (тайса) Харума Идзава (яп. 井沢春馬)[37];
- 1.12.1932 — 15.11.1934 капитан 1 ранга (тайса) Хидэо Такахаси (яп. 高橋頴雄)[37];
- 15.11.1934 — 15.11.1935 капитан 1 ранга (тайса) Хидэхико Укита (яп. 浮田秀彦)[37];
- 15.11.1935 — 1.12.1936 капитан 1 ранга (тайса) Кэйдзиро Гога (яп. 伍賀啓次郎)[37];
- 1.12.1936 — 25.4.1938 капитан 1 ранга (тайса) Руйтаро Фудзита (яп. 藤田類太郎)[37];
- 25.4.1938 — 15.11.1938 капитан 1 ранга (тайса) Дзэнсиро Хосина[яп.] (яп. 保科善四郎)[37];
- 15.11.1938 — 20.7.1939 капитан 1 ранга (тайса) Кэндзо Ито (яп. 伊藤賢三)[37];
- 20.7.1939 — 15.11.1939 капитан 1 ранга (тайса) Косо Абэ[англ.]* (яп. 阿部孝壮)[37];
- 15.11.1939 — 15.11.1940 капитан 1 ранга (тайса) Сакан Итагаки (яп. 板垣成紀)[37];
- 15.11.1940 — 11.8.1941 капитан 1 ранга (тайса) Хидэо Яно[яп.] (яп. 矢野英雄)[37];
- 11.8.1941 — 23.3.1942 капитан 1 ранга (тайса) Тэйдзиро Ямадзуми (яп. 山澄貞次郎)[37];
- 23.3.1942 — 2.3.1943 капитан 1 ранга (тайса) Тэрухико Миёси[яп.] (яп. 三好輝彦)[37];
- 2.3.1943 — 5.12.1943 капитан 1 ранга (тайса) Кацухэй Накамура (яп. 中村勝平)[37];
- 5.12.1943 — 15.1.1945 капитан 1 ранга (тайса) Ицу Исивара (яп. 石原　繁)[37];
- 15.1.1945 — 22.3.1945 капитан 1 ранга (тайса) Сутэдзиро Онода (яп. 小野田捨次郎)[37];
- 22.3.1945 — 2.9.1945 капитан 1 ранга (тайса) Хакао Кагаяма (яп. 加賀山外雄)[37].